# Liste des maires de Clichy
La liste des maires de Clichy présente la liste des maires de la commune française de Clichy, située dans le département des Hauts-de-Seine en région Île-de-France.

## Liste des maires

### Entre 1790 et 1944
| Période          | Période          | Identité                                             | Étiquette             | Qualité |
| ---------------- | ---------------- | ---------------------------------------------------- | --------------------- | --- |
| 3 février 1790   | 12 novembre 1791 | Georges Soret                                        |                       | Blanchisseur |
| 13 novembre 1791 | 14 avril 1792    | Charles-Pierre Thiphaine                             |                       | |
| 15 avril 1792    | 30 avril 1800    | Étienne Gillet                                       |                       | |
| 1er mai 1800     | 29 août 1805     | Sébastien Chéret                                     |                       | |
| 30 août 1805     | 18 août 1815     | Jean Paillié                                         |                       | Blanchisseur |
| 19 août 1815     | 18 octobre 1823  | Bonaventure-Joseph Dussart                           |                       | |
| 19 octobre 1823  | 20 février 1828  | Vincent Bonneau (1785-1856)                          | Ultraroyaliste        | |
| 28 février 1828  | 17 août 1830     | Gabriel-Alexandre Buisson- Saint-Sulpice (1770-1835) |                       | Propriétaire terrien |
| 18 août 1830     | 11 juillet 1831  | Charles-Pierre Pluvinet                              |                       | |
| 12 juillet 1831  | 13 août 1831     | Pierre Saintard                                      |                       | |
| 14 août 1831     | 1er mars 1833    | Henri-Nicolas Hugenet                                |                       | Maître maçon |
| 2 mars 1833      | 12 février 1835  | Étienne-Louis Gillet                                 |                       | |
| 13 février 1835  | 20 juillet 1839  | Henri-Alexandre Bourgeois                            |                       | |
| 21 juillet 1839  | 1849             | Anatole Fouquet                                      |                       | |
| 1849             | 1858             | Gabriel Ambroise Adam                                | Républicain           | Propriétaire, avoué |
| 1858             | 1870             | Louis Joseph Maës (1815-1898)                        |                       | Propriétaire Passage des Petites-Écuries Conseiller général de la Seine (1860 → 1871)                                                     |
| 1870             | 1876             | Aimé Monod                                           |                       | |
| 1876             | 1881             | Jean-Louis Villeneuve                                |                       | Député (1881-1889) |
| 1881             | 1886             | Jacques Alphonse Gallot                              |                       | |
| 1886             | 1900             | Paul Louis Hellet                                    |                       | Docteur en médecine |
| 1900             | 1908             | Anatole Laruelle                                     | Rad.                  | |
| 1908             | 17 mai 1925      | Louis Gaudier                                        |                       | Ancien gymnaste |
| 17 mai 1925      | 1941             | Charles Auffray (1887-1957)                          | PCF puis POP puis PUP | Ouvrier ajusteur et marchand de vins Député de la Seine (1924 → 1928 et 1932 → 1936) Conseiller général de la Seine (1929 → 1935) Révoqué |
| 1941             | 1944             | Henri Caldagues (1880-1960)                          |                       | Sous-directeur honoraire à la Préfecture de la Seine Nommé conseiller départemental en 1943 Nommé maire par le régime de Vichy            |

### Depuis 1944
Depuis la Libération, sept maires se sont succédé à la tête de la commune.
| Période          | Période                   | Identité                      | Étiquette              | Qualité |
| ---------------- | ------------------------- | ----------------------------- | ---------------------- | --- |
| 20 août 1944     | 7 septembre 1944          | Marcel Bacquet                |                        | |
| 8 septembre 1944 | 18 mai 1945               | Georges Levillain (1908-1986) | SFIO                   | Représentant de commerce, résistant Libération-Nord Président du Comité local de Libération |
| 18 mai 1945      | octobre 1947              | Jean Mercier (1898-1971)      | PCF                    | Garçon de restaurant puis professeur d'atelier Conseiller général de la Seine (1945 → 1953) |
| octobre 1947     | mars 1977                 | Georges Levillain (1908-1986) | SFIO puis PS           | Représentant de commerce Conseiller général de la Seine (1959 → 1967) Vice-président du conseil général de la Seine Conseiller général de Clichy (1967 → 1976) Médaille de la Résistance française                                                                        |
| mars 1977        | mars 1983                 | Gaston Roche (1921-2012)      | PS                     | Adjoint au maire (1965 → 1977) |
| mars 1983        | décembre 1984             | Jacques Delors (1925-2023)    | PS                     | Haut fonctionnaire, économiste Ministre de l'Économie et des Finances (1981 → 1984) Président de la Commission européenne (1984 → 1994) Ancien député européen (1979 → 1981) Démissionnaire à la suite de sa nomination à la Commission européenne                        |
| 6 janvier 1985   | 13 mai 2015               | Gilles Catoire (1949- )       | PS                     | Professeur agrégé Conseiller général de Clichy (1988 → 1994 et 1996 → 2015) Élection de mars 2014 annulée par le Conseil d’État le 11 mai 2015 |
| 26 juin 2015     | En cours (au 25 mai 2020) | Rémi Muzeau (1947- )          | LR puis DVD puis LR-SL | Ancien chef d'entreprise Conseiller départemental de Clichy (2015 → ) Suppléant du député Patrick Balkany (5e circ.) (2012 → 2017) Président de l'EPT Boucle Nord de Seine (2020 → 2021) Vice-président du conseil départemental (2020 → ) Réélu pour le mandat 2020-2026 |

## Conseil municipal actuel
Les 49 sièges composant le conseil municipal ont été pourvus le 15 mars 2020 lors du premier tour de scrutin. Actuellement, il est réparti comme suit : 
N.B. : Alvine Moutongo-Black, élue en 2020 sur la liste de la majorité sortante, siège en tant que non inscrite.

## Pour approfondir